# ОШ „Петар Кочић” Кола
ОШ „Петар Кочић” једна је од основних школа у Бања Луци. Налази се у улици Кола бб, у Колима. Име је добила по Петру Кочићу, српском књижевнику и политичару, једном од првих писаца модерне у српској књижевности, који је рођен у Стричићима код Бање Луке.

## Историјат
Са радом је почела у августу 1932. године са првобитним називом Основна школа „Кола” који је касније променила у ОШ „Бранко Загорац”. Школа је дограђена 1970. године, тако да се данас разликују нови и стари део. Назив поново мења 1. јуна 1993. године у ОШ „Петар Кочић”, који је задржала до данас.
У свом саставу, поред централне деветогодишње школе у Колима, има и пет подручних (једна деветогодишња у Стричићима и четири петогодишње школе у Конотарима, Павићима, Локварима и Вилусима). Запослено је 57 радника, укључујући и подручне школе, од којих су 33 запослена наставници. Школу похађа 248 ученика распоређених у 23 одељења.
У школи се већ годинама организују бројне ваннаставне активности, као што су фолклорна, новинарска, фотографска, ликовна, еколошка, рецитаторска, спортска секција и хор. Кабинети су опремљени рачунарима и другим потребним дидактичко–методичким средствима, а у томе су допринели НВО „World Vision”, Министарство просвете и културе Републике Српске и компанија Ланако.

## Догађаји
Догађаји основне школе „Петар Кочић”:
- Светосавска академија[3]
- Никољдан[4]
- Дан Републике Српске[5]
- Дан жена[6]
- Европски дан језика[7]
- Дечија недеља[8]